# Shoot boxing
Shoot boxing (alternatywna pisowania shootboxing) – sport walki wywodzący się z japońskiego kick-boxingu, w którym dozwolone są uderzenia (ciosy pięściami i kopnięcia), rzuty oraz dźwignie i duszenia z pozycji stojącej. Został stworzony w 1985 roku przez byłego kick-boxera Caesara Takeshi.

## Reguły[1]

### Ogólne
- walka toczy się na ringu bokserskim
- profesjonalna walka w klasie "ekspert" trwa 3 rundy po 5 minut każda (w przypadku remisu zarządza się dodatkową 3-minutową rundę)
- walka w klasie "nowicjusz" trwa 3 rundy po 3 minuty każda (w przypadku remisu zarządza się dodatkową 3-minutową rundę)
- przerwa pomiędzy rundami trwa 1 minutę

### Możliwe rozstrzygnięcia
- nokaut
- techniczny nokaut (m.in. na skutek dwóch nokdaunów podczas tej samej rundy)
- poddanie
- decyzja sędziów
- dyskwalifikacja
- no contest

### Faule
Zabronione są przede wszystkim:
- uderzenia głową
- uderzenia w krocze
- gryzienie
- uderzania w tył głowy
- wyrzucanie rywala poza ring
- uderzanie rywala w chwili gdy upada lub próbuje się podnieść
- atakowanie rywala po komendzie sędziego nakazującej przerwanie walki
- celowe wychodzenie poza ring
- przytrzymywanie się lin
- posługiwanie się obraźliwym słownictwem lub gestami w stosunku do rywala lub sędziego

## Kategorie wagowe
Od 2001 roku obowiązuje podział na następujące kategorie wagowe:
| Kategoria       | Waga        |
| Minimalna       | -47 kg      |
| Musza           | -50 kg      |
| Kogucia         | -52 kg      |
| Superkogucia    | -55 kg      |
| Piórkowa        | -57 kg      |
| Superpiórkowa   | -60 kg      |
| Lekka           | -62 kg      |
| Superlekka      | -65 kg      |
| Półśrednia      | -67 kg      |
| Superpółśrednia | -70 kg      |
| Średnia         | -72 kg      |
| Superśrednia    | -75 kg      |
| Półciężka       | -80 kg      |
| Ciężka          | -85 kg      |
| Superciężka     | ponad 90 kg |

## Mistrzowie Świata
Od 1995 roku w Japonii organizowane są mistrzostwa świata w shoot boxingu. W rozgrywanym co dwa lata 8-osobowym turnieju pod nazwą S-cup World Tournament biorą udział najlepsi zawodnicy do 70 kg. 
| Rok  | Mistrz             | 2. miejsce      |
| ---- | ------------------ | --------------- |
| 2010 | Buakaw Por. Pramuk | Toby Imada      |
| 2008 | Andy Souwer        | Kenichi Ogata   |
| 2006 | Kenichi Ogata      | Andy Souwer     |
| 2004 | Andy Souwer        | Hiroki Shishido |
| 2002 | Andy Souwer        | Jhon Igo        |
| 1997 | Rayen Simson       | Mohamed Owari   |
| 1995 | Hiromu Yoshitaka   | Ronny Lewis     |